# Kalverstraat

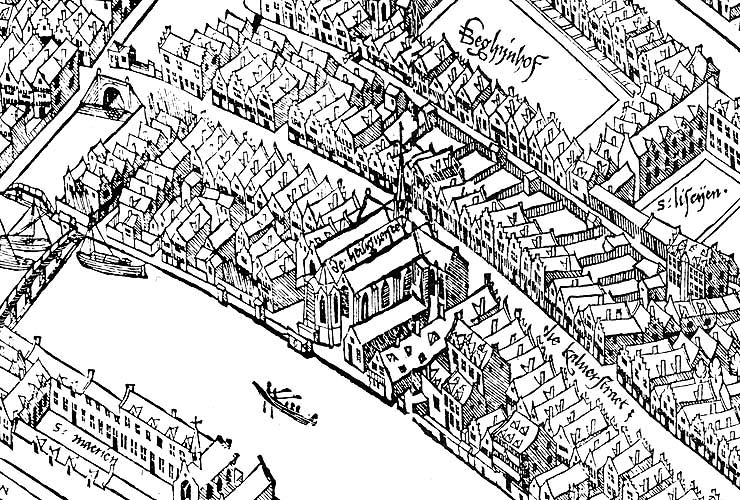
Een deel van de Kalverstraat in 1544 met de Heilige Stede en het Begijnhof.

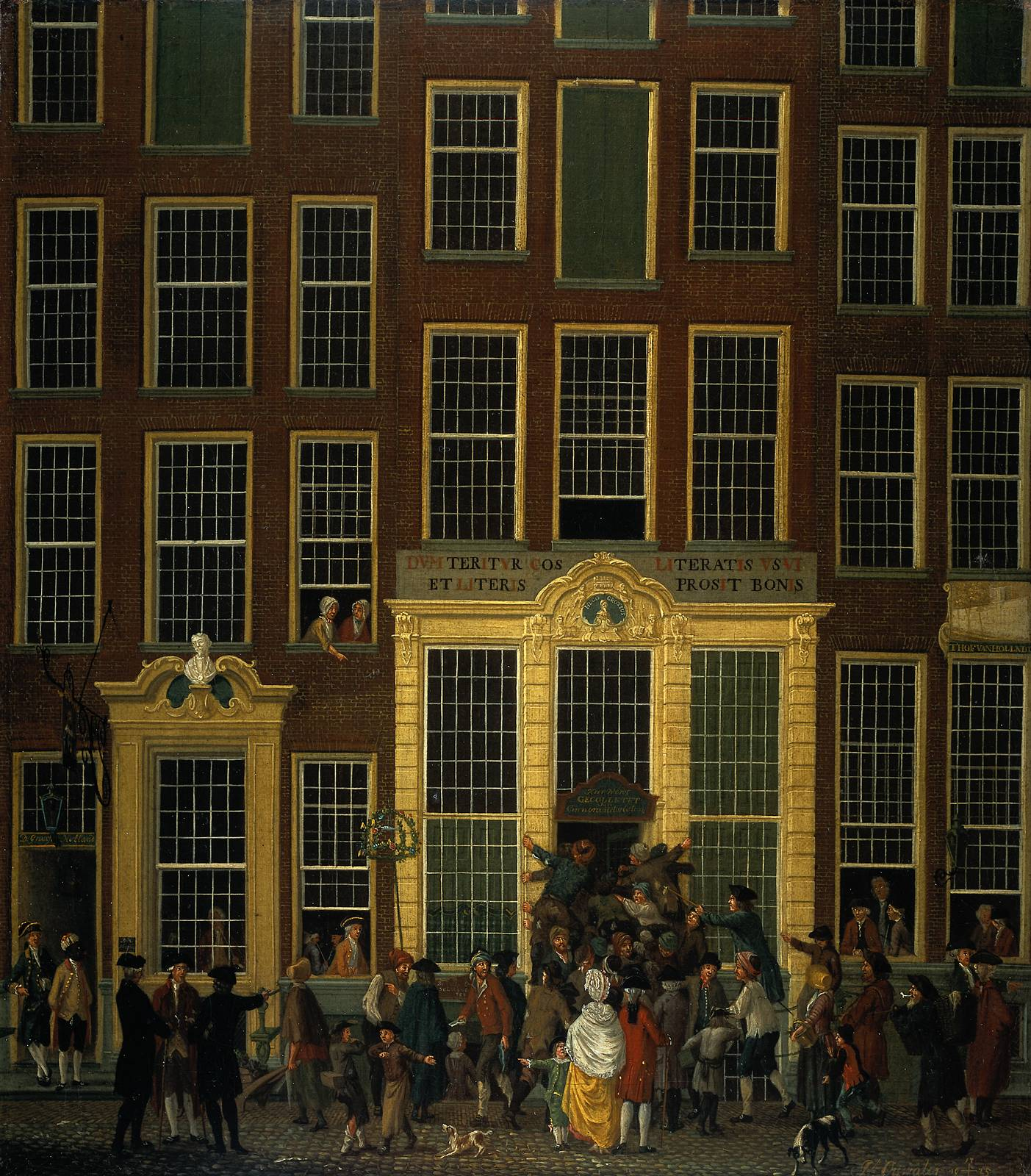
De boekhandel en het loterijkantoor van Jan de Groot in de Kalverstraat in Amsterdam; 1779.

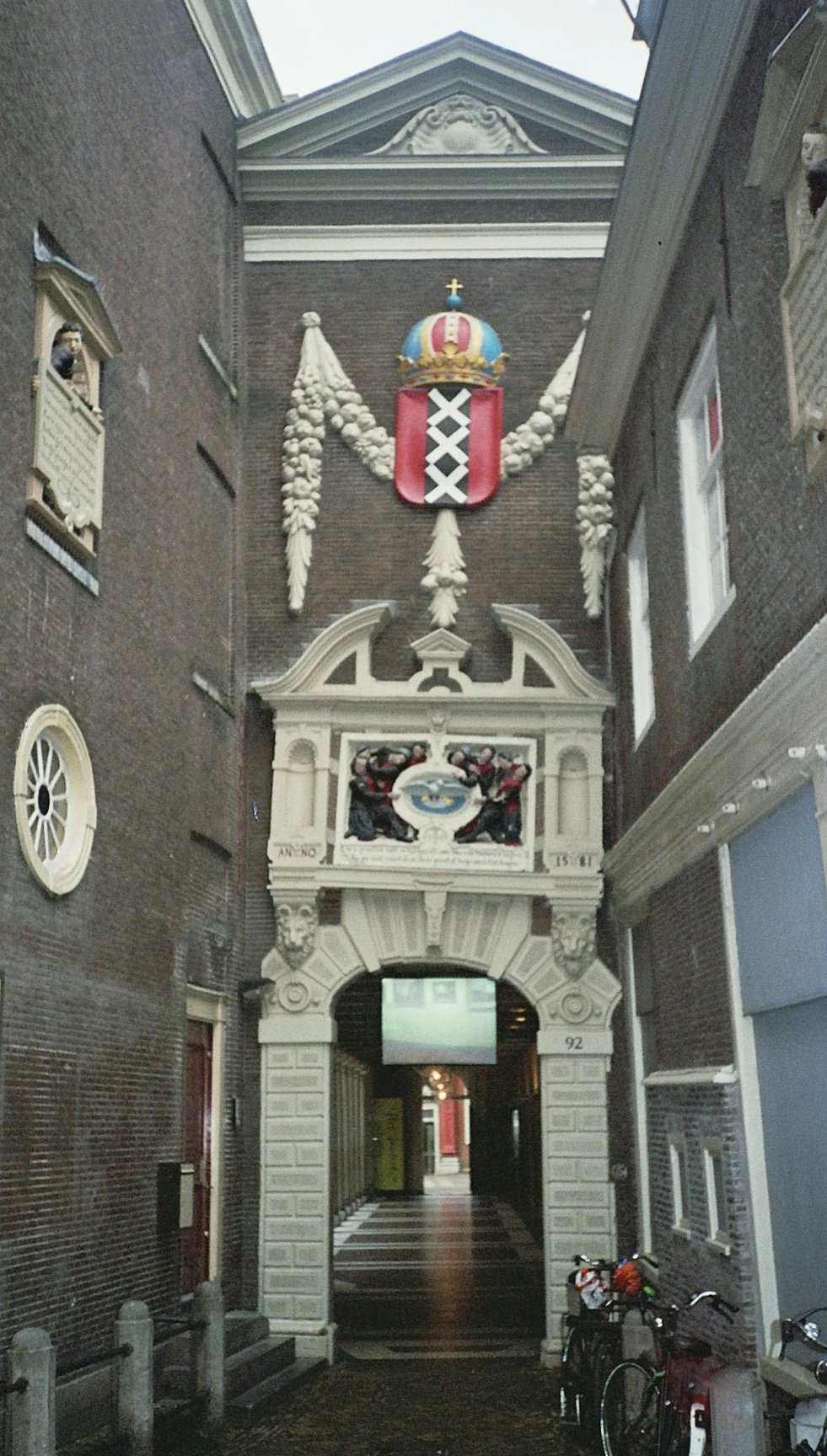
Weeshuispoort van het Amsterdam Museum aan de Kalverstraat.

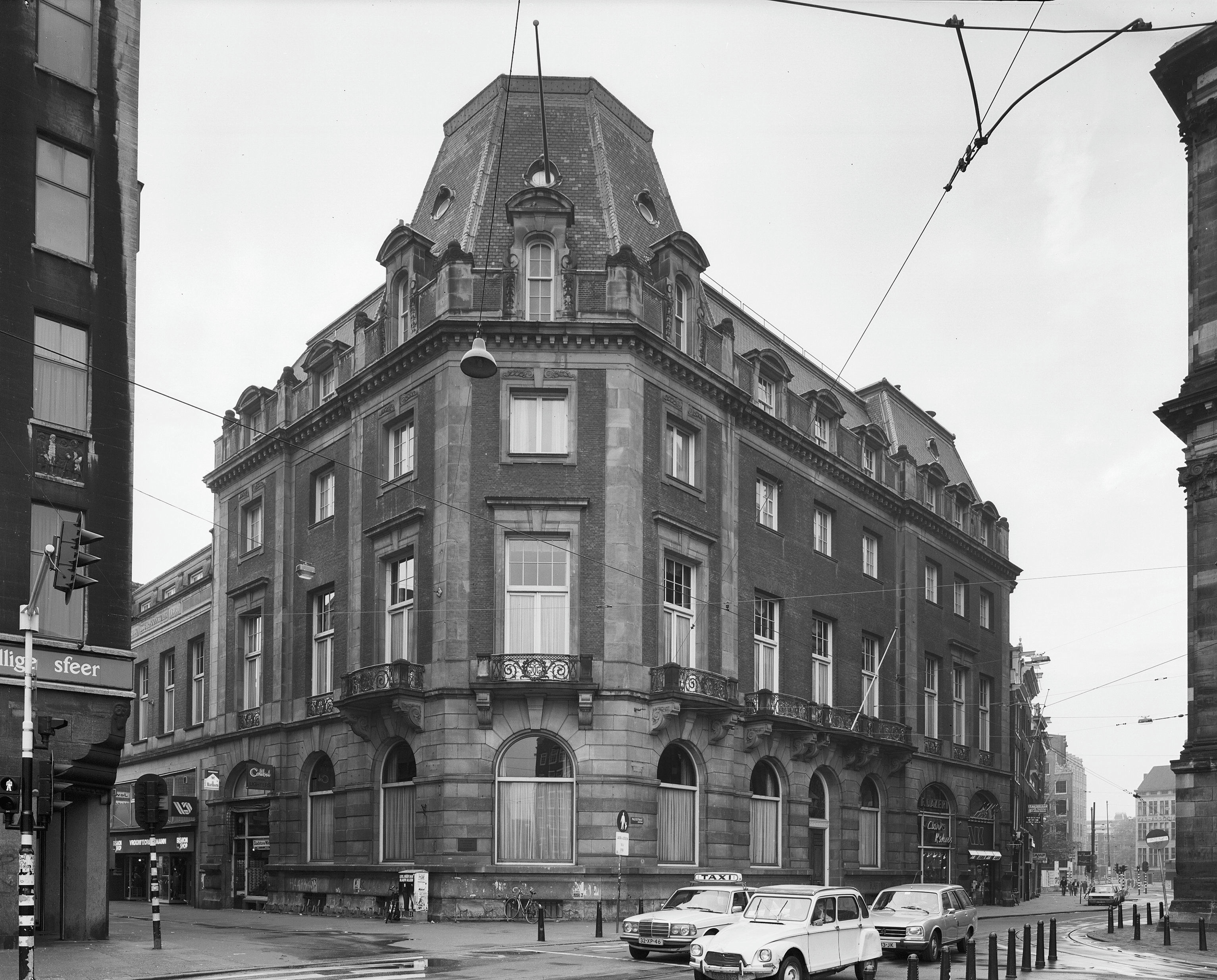
Aan het begin van de Kalverstraat staat op de hoek met de Dam en Paleisstraat de Sociëteit De Industrieele Groote Club "Doctrina et Amicitia".

De Kalverstraat in Amsterdam loopt van noord naar zuid van de Dam tot het Muntplein, parallel aan het Rokin. De straat is ongeveer 730 meter lang en telt 15 zijstraten en -stegen. Halverwege wordt zij gekruist door het Spui. De Heiligeweg is een belangrijke zijstraat.
De Kalverstraat is een winkelstraat met ongeveer 150 winkels. Het is een voetgangersgebied. Aan de Kalverstraat bevinden zich vele (rijks)monumenten, waaronder het voormalige Burgerweeshuis (nu het Amsterdam Museum), de H.H. Petrus en Pauluskerk (De Papegaai) en de Weeshuispoort.

## Geschiedenis
De Kalverstraat was van oorsprong de westelijke dijk van de Amstel met in het verlengde de Nieuwendijk. Het deel buiten de stadsgrens werd in de 14e eeuw Die Lane genoemd.
De naam Kalverstraat is ontleend aan een kalvermarkt die hier tot begin 17e eeuw werd gehouden, waarna deze verplaatst werd naar de huidige Reguliersbreestraat. De naam kwam al in 1393 voor. Het gedeelte tussen het Spui en de Regulierspoort (Munttoren) heette, toen het binnen de stad kwam te liggen, Byndewyck. Van 1486 tot 1629 vond op dit gedeelte ook een veemarkt plaats en werd daarom Ossenmarkt genoemd. Later ging deze naam over in Kalverstraat. De brug in de Kalverstraat over het Spui, voordat dat in 1882 gedempt werd, heette Osjessluis.
De huizen aan de Kalverstraat hadden vroeger grachtentuinen die allemaal in de loop der tijd zijn verdwenen onder de bebouwing.
Het Mirakel van Amsterdam (1345) vond plaats in een woning gelegen tussen de Kalverstraat en het Rokin. Nog steeds trekt de jaarlijkse katholieke Stille omgang (een nachtelijke tocht van zwijgende katholieken) ter herdenking van dit voorval deels door de Kalverstraat.
Claes Jansz. Visscher (1586/87-1652) vestigde zich in 1611 als uitgever en drukker in de Kalverstraat. De winkel van uitgever en cartograaf Judocus Hondius (1563-1612) was ook gevestigd aan de Kalverstraat.
Aan het einde van de 19e eeuw had de straat enkele primeurs. Zo was zij de eerste straat die, om een einde te maken aan het geratel van de handkarren, werd geasfalteerd. In 1889 bouwde de firma Electra de eerste (kleine) elektriciteitscentrale van de stad, waarna de straat  als eerste elektrische verlichting kreeg. De eerste openbare filmvoorstelling van Auguste en Louis Lumière in Nederland werd op 12 maart 1896 in de Kalverstraat gehouden, en wel op nr. 220.
Op de hoek van de Kalverstraat en de Paleisstraat staat de Sociëteit De Industrieele Groote Club "Doctrina et Amicitia". Van hieruit openden op 7 mei 1945 dronken Duitse soldaten het vuur op de menigte die buiten de bevrijding vierde. Zo vielen in de laatste dagen van de oorlog nog zeker twintig doden en 119 gewonden. Zie ook: Schietpartij op de Dam van 7 mei 1945. Het gebouw is nu in gebruik bij een bank.
Op 9 mei 1977 brak brand uit in de meubeltoonzaal Van Inden aan de Kalverstraat. Het erboven gelegen Hotel Polen en de naastgelegen boekhandel De Slegte brandden af. Er vielen 33 doden en 21 gewonden (zie verder Brand in Hotel Polen). Het er schuin tegenover gelegen Hotel Suisse brandde af in januari 1983. Sindsdien zijn er geen hotels meer in de Kalverstraat.
De Plaza was een bioscoop die nabij de Munt gevestigd was. In de jaren 1970 brandde deze af, als gevolg van een brandende sigaret. Hierna was er tot 1983 nog één bioscoop in de Kalverstraat: De Roxy, gevestigd naast de Plaza. Dit pand is nu in gebruik als kledingwinkel.
Tot in de jaren 1970 was de straat beperkt toegankelijk voor auto's. Daarna werd het een voetgangersstraat met aangepaste bestrating.

## Zijstraten en -stegen
Van noord (Dam) naar zuid (Singel) heeft de Kalverstraat een reeks zijstraten en stegen.
Aan de westzijde, tussen Dam en Spui, zijn zes zijstraten en stegen (het Spui niet meegerekend):
- Jonge Roelensteeg (doorlopend aan de oostzijde in de Papenbroeksteeg)
- Sint Luciënsteeg (doorlopend in de Duifjessteeg)
- Begijnensteeg (die uitloopt op een deur van het Begijnhof)
- Taksteeg (kruisend)
- Heiligeweg
- Klooster (tegenwoordig de doorgang van de Kalvertoren)

Aan de oostzijde, tussen Dam en Muntpein, zijn negen zijstraten en stegen (het Spui niet meegerekend)
- Papenbroeksteeg
- Spaarpotsteeg
- Gapersteeg
- Duifjessteeg
- Wijde Kapelsteeg
- Enge Kapelsteeg
- Watersteeg
- Taksteeg (kruisend)
- Olieslagerssteeg

## Winkelaanbod
De Kalverstraat is voor winkels de duurste huurlocatie van Nederland. De gemiddelde huur per vierkante meter bedroeg 2800 euro per jaar in 2010. In 2006 stond de Kalverstraat op de 21e plaats op de lijst van duurste winkelstraten ter wereld. In 2016 bedroeg de gemiddelde huur per vierkante meter circa 3.000 euro.
In de Kalverstraat zijn naar schatting 150 winkels gevestigd (tegen bijvoorbeeld 400 in Oxford Street in Londen), waaronder winkelketens zoals Xenos, Blokker, H&M (drie vestigingen), Peek & Cloppenburg en Zara. De Hema heeft er alleen een fotoafdeling, de rest van de winkel zit in de Kalvertoren.
De vestiging van het warenhuis V&D aan de Kalverstraat gold als het eerste echte warenhuis van Nederland, en was ook het eerste met liften en roltrap. Het werd op 4 oktober 1912 geopend, naar een ontwerp van de Nederlandse architect F.M.J. Caron. In 2016 sloten de deuren en kreeg het pand een andere bestemming.
De nadruk van het aanbod ligt op kleding en mode via ketens. Het aantal zelfstandige winkels is in 40 jaar sterk teruggelopen. Kleding- en schoenenzaken overheersen met ongeveer 90 vestigingen sinds de jaren 1990 het straatbeeld. Sinds ongeveer 1995 is er een koopzondag van 12 tot 17 uur, die veel extra bezoek trekt. Problemen bij het winkelen zijn winkeldiefstal en parkeren (binnen 500 m zijn er slechts twee parkeergarages, van de Bijenkorf en van de Stopera).
Woonhuizen ontbreken vrijwel volledig, omdat de meeste winkeleigenaren geen (dure) frontruimte beschikbaar willen houden voor een woningdeur, en een andere ingang dan niet mogelijk is. Daardoor staat er wat mogelijke woonruimte boven de winkels ongebruikt (vaak als magazijn in gebruik). De meeste panden uit de 17e en 18e eeuw hebben vier of vijf etages.
Het overdekte winkelcentrum Kalvertoren, dat aan de Kalverstraat ligt, telt 5 etages met ongeveer 30 winkels. Het winkelcentrum heeft een toren van 30 meter hoog, waaraan het zijn naam dankt. Verder heeft het twee ingangen aan de Kalverstraat.

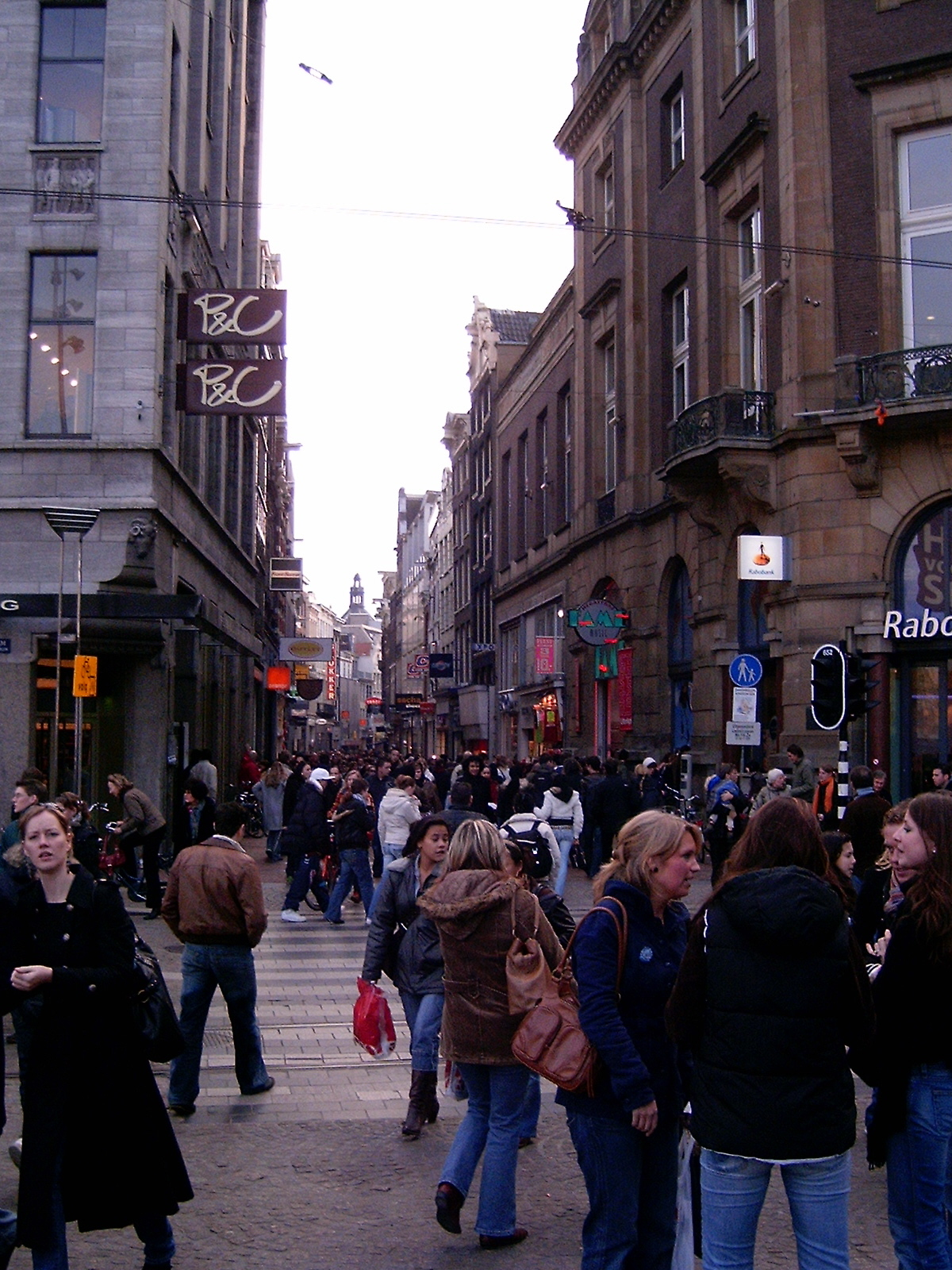
Noordelijke ingang van de Kalverstraat.
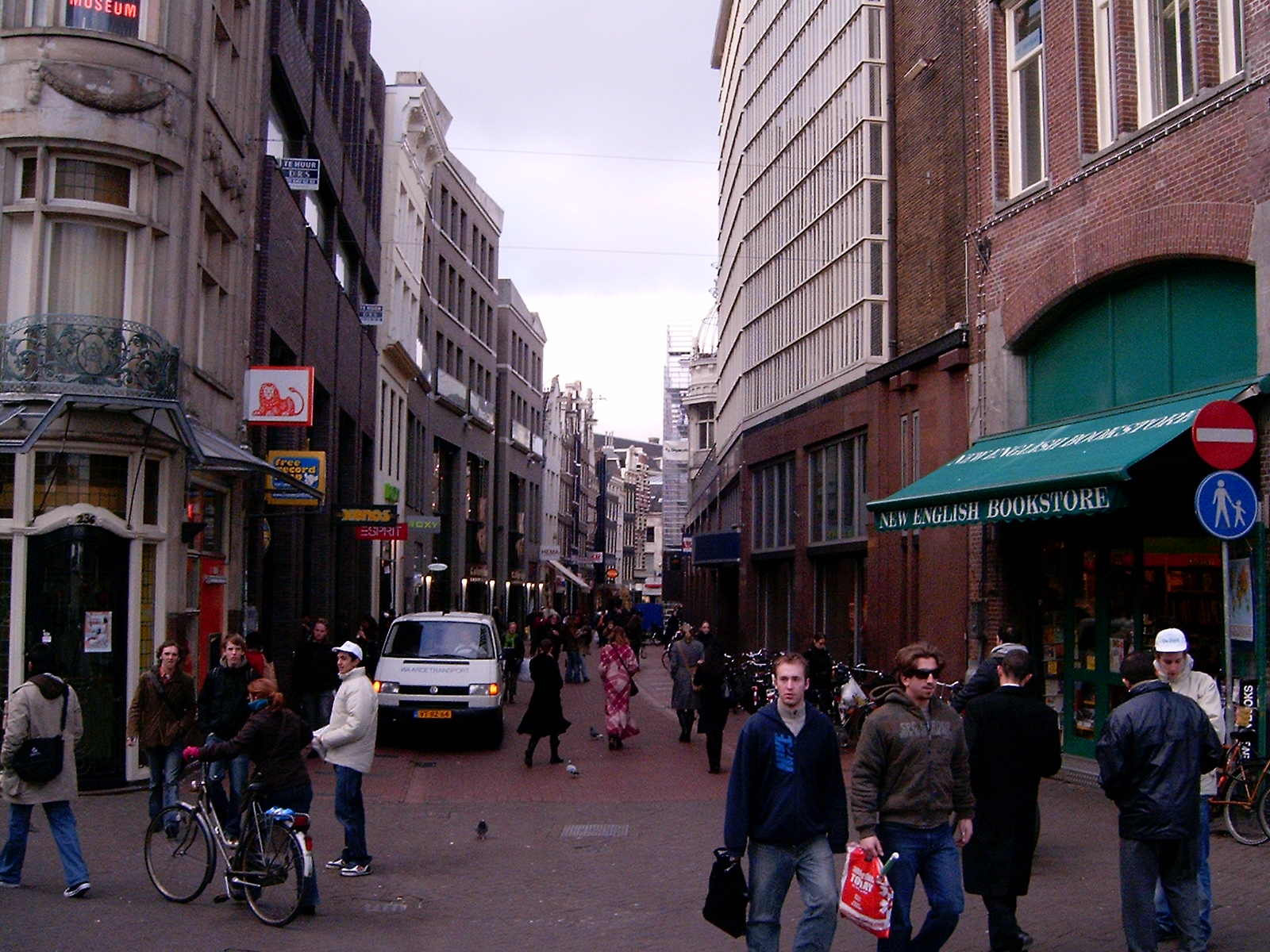
Zuidelijke ingang van de Kalverstraat.
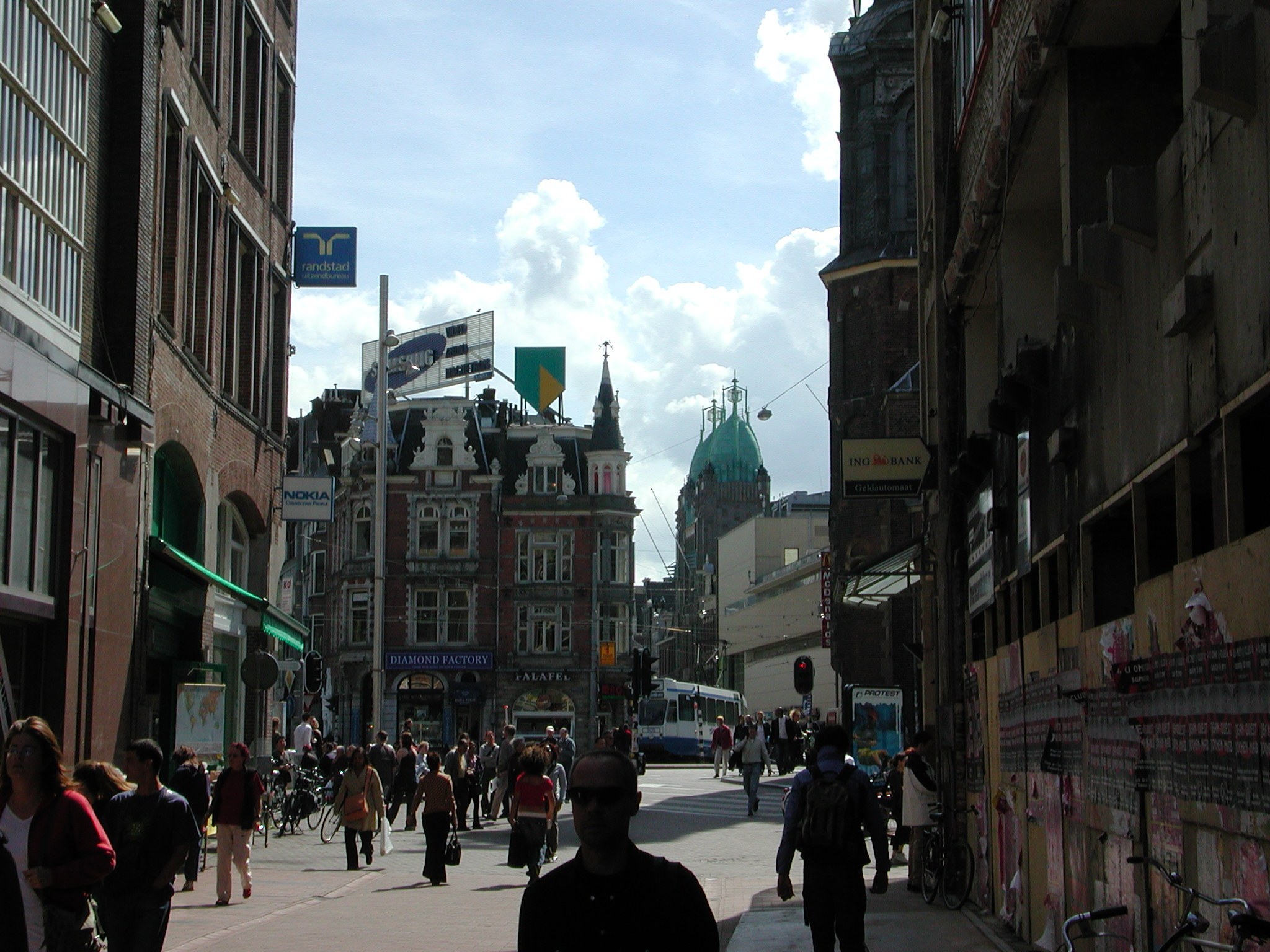
Het Muntplein gezien vanuit de Kalverstraat.

## Criminaliteit
De straat is volgens de winkeliersvereniging in toenemende mate slachtoffer van winkeldiefstal, en de winkeliersvereniging (die ook de Heiligeweg en omgeving omvat) heeft samen met de gemeente en de politie diverse acties en cursussen hiertegen mogelijk gemaakt. Er is een buurtregisseur van de kant van de politie en een straatmanager van de winkeliersvereniging. In 2008 kreeg de straat voor de tweede maal een veiligheidsster (die aan het begin van de straat in het plaveisel is gemetseld), dit keer van de minister van binnenlandse zaken Guusje ter Horst.

## Wetenswaardigheden
- De Kalverstraat is de duurste straat in de Nederlandse versie van het spel Monopoly.